# Idillio sulla High Line
Idillio sulla High Line (Idyll on the High Line) è un romanzo dello scrittore statunitense André Aciman, pubblicato la prima volta nel 2022, negli Stati Uniti, e in Italia il 12 maggio dello stesso anno, da Guanda.

## Trama
(Frase tratta da Cime Tempestose di Emily Brontë)
Durante una torrida estate a New York, Paul e Catherine, entrambi più che sessantenni, s’incontrano per caso in tribunale, convocati entrambi alle selezioni per la giuria popolare: qui ovviamente non si conoscono, ma a unirli subito è Cime Tempestose di Emily Brontë, che lui ha già letto due volte e lei invece sta leggendo nella sala d'attesa. 
Paul è un avvocato in pensione che fatica ancora ad abituarsi alla vita senza lavoro, mentre lei una psicologa che ama il suo lavoro, in tutta onestà, di rado, facendo così nascere una conversazione in cui desiderano subito scoprire tutto l'uno dell'altra, e al termine della quale Paul, per scherzare, invita Catherine a chiamarlo "Heathcliff", come il protagonista del romanzo cult della Brontë.
Tra i due si stabilisce così una profonda e inaspettata intesa affettiva, ma soprattutto situazioni non semplici e a volte ambigue, pericolose, ma entusiasmanti.

## Edizioni
- André Aciman, Idillio sulla High Line, collana Narratori della Fenice, traduzione di Valeria Bastia, Milano, Guanda, 2022,  p. 160, ISBN 8-823-53195-0.
- André Aciman, Idillio sulla High Line, collana Narratori della Fenice, traduzione di Valeria Bastia, MIlano, Guanda, 2022,  p. 160, ISBN 978-88-2353-195-6.[3]

## Critica
Per la rivista italiana Maremosso, Matteo Baldi ha scritto: "Quel che colpisce nell’ultimo romanzo di André Aciman è la sfrontatezza con la quale l’autore sembra impugnare temi e toni di una storia tanto meravigliosamente inattuale quanto fortunatamente eterna."